# Sărmășag
Sărmășag est une commune roumaine du județ de Sălaj, dans la région historique de Transylvanie et dans la région de développement du Nord-ouest.

## Géographie
La commune de Sărmășag est située dans le nord-ouest du județ, sur la rive gauche de la rivière Crasna, dans un paysage de collines, à 16 km au nord de Șimleu Silvaniei et à 27 km au nord-ouest de Zalău, le chef-lieu du județ.
Le climat est de type continental avec un emoyenne de température en janvier de −3 °C et en juillet de +21,1 °C. la moyenne annuelle des précipitations est de 627 mm.
La municipalité est composée des six villages suivants (population en 2002) :
- Ilișua (722) ;
- Lompirt (876) ;
- Moiad (223) ;
- Poiana Măgura (15) ;
- Sărmășag (4 710), siège de la commune ;
- Țărmure (1).

## Histoire
La première mention écrite de la commune date de 1355 sous le nom de Sarmasagh. l'origine de ce nom serait due à László Sarmassághy qui reçut le village en fief de la famille Báthory.
La commune, qui appartenait au royaume de Hongrie, faisait partie de la principauté de Transylvanie et elle en a donc suivi l'histoire.
Après le compromis de 1867 entre Autrichiens et Hongrois de l'empire d'Autriche, la principauté de Transylvanie disparaît et, en 1876, le royaume de Hongrie est partagé en comitats. Sărmășag intègre le comitat de Szilágy (Szilágymegye).
À la fin de la Première Guerre mondiale, l'Empire austro-hongrois disparaît et la commune rejoint la Grande Roumanie.
En 1940, à la suite du deuxième arbitrage de Vienne, elle est annexée par la Hongrie jusqu'en 1944. La petite communauté juive disparaît, victime des persécutions nazies. Sărmășag réintègre la Roumanie après la Seconde Guerre mondiale.

## Politique
Le Conseil Municipal de Sărmășag compte 15 sièges de conseillers municipaux. À l'issue des élections municipales de juin 2008, Attila-Ianos Dombi (UDMR) a été élu maire de la commune.
| Parti                                      | Nombre de conseillers |
| ------------------------------------------ | --------------------- |
| Union démocrate magyare de Roumanie (UDMR) | 11                    |
| Parti civique hongrois                     | 3                     |
| Parti social-démocrate (PSD)               | 1                     |

## Religions
En 2002, la composition religieuse de la ville était la suivante :
- Réformés, 70,79 % ;
- Chrétiens orthodoxes, 17,77 % ;
- Catholiques romains, 6,50 % ;
- Baptistes, 3,54 % ;
- Grecs-Catholiques, 0,38 %.

## Démographie
En 1910, à l'époque austro-hongroise, la ville comptait 486 Roumains (14,08 %) et 2 950 Hongrois (85,46 %).
En 1930, on dénombrait 501 Roumains (12,38 %), 3 367 Hongrois (83,20 %), 52 Juifs (1,28 %) et 107 Tsiganes (2,64 %).
En 1956, après la Seconde Guerre mondiale, 1 198 Roumains (18,67 %) côtoyaient 5 142 Hongrois (80,16 %), 12 Juifs (0,19 %) et 32 Tsiganes (0,50 %).
En 2002, la ville comptait 1 156 Roumains (17,65 %), 5 168 Hongrois (78,93 %) et 217 Tsiganes (3,31 %). On comptait à cette date 2 534 ménages et 2 176 logements.
| 1850  | 1880  | 1900  | 1910  | 1920  | 1930  | 1941  | 1956  | 1966  |
| ----- | ----- | ----- | ----- | ----- | ----- | ----- | ----- | ----- |
| 2 593 | 2 376 | 3 133 | 3 452 | 3 554 | 4 047 | 4 509 | 6 415 | 7 046 |

| 1977  | 1992  | 2002  | 2007  | - | - | - | - | - |
| ----- | ----- | ----- | ----- | - | - | - | - | - |
| 6 615 | 6 853 | 6 547 | 6 502 | - | - | - | - | - |

## Économie
L'économie de la commune repose sur l'agriculture, la viticulture et l'extraction du charbon.

## Communications

### Routes
Sărmășag est située sur la route nationale DN1F (route européenne 81) Zalău-Satu Mare.

### Voies ferrées
Sărmășag est un important nœud ferroviaire car elle est au croisement des lignes vers Zalău, Săcueni et Carei.

## Lieux et monuments
- Ilișua, temple réformé du XVIIe siècle.

## Jumelages
- Soltvadkert (Hongrie)